# Muzeum Rzemiosł Artystycznych i Precyzyjnych w Warszawie

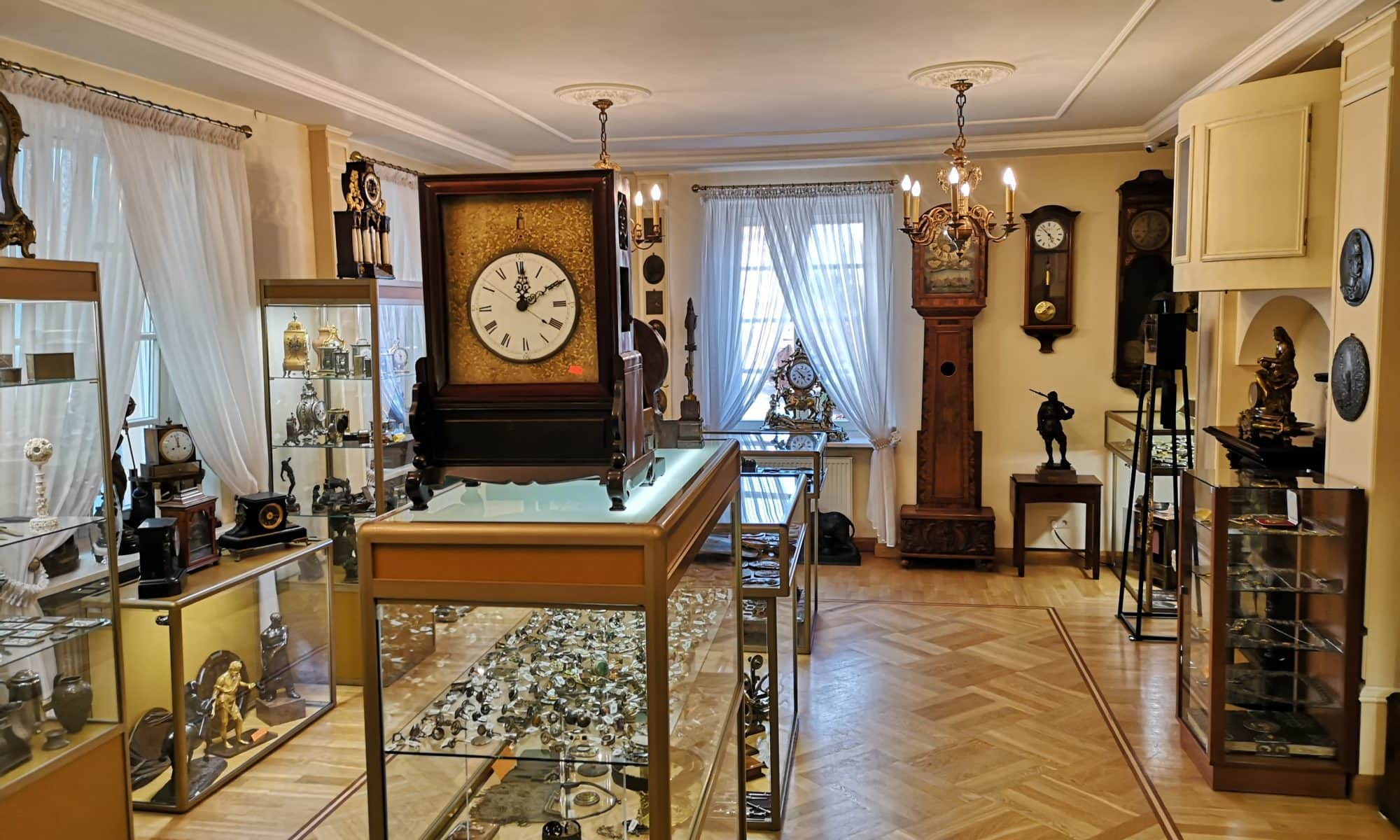
Wnętrze muzeum

Muzeum Rzemiosł Artystycznych i Precyzyjnych przy Cechu Złotników, Zegarmistrzów, Optyków, Grawerów i Brązowników m.st. Warszawy, zwane też Muzeum Zegarów – muzeum w Warszawie znajdujące się przy ul. Piekarskiej na warszawskim Starym Mieście. Gromadzi zabytki dawnego i współczesnego rzemiosła artystycznego i precyzyjnego. 
Muzeum powstało w 1966 z inicjatywy członków Cechu Złotników, Zegarmistrzów, Optyków, Grawerów i Brązowników Miasta Stołecznego Warszawy, którego jest częścią. Zostało udostępnione zwiedzającym w czerwcu 1971.
Muzeum nie jest dostępne dla publiczności, można je zwiedzać wyłącznie po wcześniejszym uzgodnieniu.

## Zbiory
Największą część kolekcji tworzą zegary z XVIII-XX wieku, stąd potoczna nazwa Muzeum Zegarów. Są wśród nich zegary ścienne, kominkowe i kieszonkowe, a także mechaniczne urządzenia grające. Można tutaj również obejrzeć narzędzia zegarmistrzowskie, medale, medaliony, odznaczenia, szkła optyczne, srebra, a także rzeźby i plakiety z brązu.
Muzeum przechowuje także prace egzaminacyjne warszawskich rzemieślników: złotnicze, grawerskie i brązownicze. 
Muzeum mieści się w kamienicy wzniesionej w połowie XIX wieku, odbudowanej ze składek rzemieślników w latach 1959–1961, z odsłoniętym na parterze elewacji od strony zachodniej fragmentem muru obronnego. Na fasadzie kamienicy znajduje się zegar z kurantem o dekoracyjnej formie, wygrywający pierwsze takty melodii do wiersza Marii Konopnickiej A jak poszedł król na wojnę. Zegar wykonali w czynie społecznym Jan Goraj, W. Zaleski oraz bracia Jan, Leon i Leopold Osińscy, natomiast tarczę zegara wraz z dekoracją mozaikową z motywem znaków zodiaku – Wacław Makowski.